# Фришинг, Франц Рудольф
Франц Рудольф фон Фришинг (нем. Franz Rudolf von Frisching; 12 февраля 1733, Берн, Швейцария — 1807, Хофштеттен-бай-Бриенц) — швейцарский военный и государственный деятель, полковник швейцарской гвардии на службе Голландии, промышленник.

## Биография
Родился в семье швейцарского аристократа Винцента Фришинга, бургомистра Шлосвиля.
В 15-летнем возрасте поступил на службу в Швейцарскую гвардию Голландии, где дослужился до чина полковника.
В 1764 году был членом Высшего совета Берна и швейцарского кантонального парламента, в 1768 году – подполковник Корпуса егерей, с 1770 по 1772 год – бальи округа Валлемаджа, в 1780 году – наместник Санкт-Йохансена, в 1793 году – главный администратор Виммиса.
В 1760 г. Ф. Фришинг вместе с братьями Габриэлем Фридрихом (1731—1789) и Карлом Альбрехтом (1734—1801) в своём поместье на окраине Берна основал Фаянсовую мануфактуру и после французского вторжения в 1798 году получил освобождение от оплаты военной контрибуции.
Умер в 1807 году в возрасте 74 лет.
Портрет Франца Рудольфа фон Фришинга в мундире офицера Бернского корпуса егерей в 1785 году создал швейцарский живописец Жан Прюдомм.